# Phibalura
Phibalura is een geslacht van zangvogels. Het geslacht is ingedeeld bij de familie Cotingidae.

## Soorten
De volgende soorten zijn bij het geslacht ingedeeld:
- Phibalura boliviana – Apolocotinga
- Phibalura flavirostris – Zwaluwstaartcotinga